# Stegonotus parvus
Stegonotus parvus är en ormart som beskrevs av Meyer 1874. Stegonotus parvus ingår i släktet Stegonotus och familjen snokar. Inga underarter finns listade i Catalogue of Life.
Arten förekommer endemisk på ön Yapen nordväst om Nya Guinea. Ön tillhör Indonesien. Honor lägger ägg. Den lever i låglandet och i bergstrakter upp till 1600 meter över havet. Habitatet utgörs främst av regnskogar och dessutom besöks odlingsmark. Stegonotus parvus gräver i lövskiktet och i det översta jordlagret.
Den introducerade agapaddan kan vara ett hot. Däremot kan ormen motstå paddans gift. Hela populationen anses vara stor. IUCN listar arten som livskraftig (LC).